# Pocketful of Rainbows
"Pocketful of Rainbows" er en komposition fra 1960 af Ben Weisman og Fred Wise og indspillet af Elvis Presley.
Presley indspillede sangen hos Radio Recorders i deres studie i Hollywood den 6. maj 1960 til brug i sin 5. film, G.I.Blues. "Pocketful of Rainbows" blev udsendt på filmens soundtrack, en LP-plade, der ligesom filmen hed G.I. Blues. Sangen blev ikke udsendt på singleplade.
"Pocketful of Rainbows" synges i filmen under en tur i gondol nr. 76 i svævebanen Seilbahn Rüdesheim, der går fra Rüdesheim ved Rhinen i Tyskland til Niederwalddenkmal, der ligger højt over byen. I filmversionen af sangen sang Elvis duet med Juliet Prowse (som mimede til Loulie Jean Normans stemme) under turen i svævebanen.

## Besætning
På indspilningen af sangen høres bl.a. følgende musikere:
- Sang: Elvis Presley
- Guitar: Scotty Moore, Tiny Timbrell
- Bas: Ray Siegel
- Trommer: Frank Bode, D.J. Fontana
- Klaver: Dudley Brooks